# Église de la Nativité-de-la-Sainte-Vierge de Villars-les-Dombes
Pour les articles homonymes, voir Église de la Nativité-de-la-Sainte-Vierge.
L'église de la Nativité-de-la-Sainte-Vierge est une église située en France sur la commune de Villars-les-Dombes, dans le département de l'Ain en région Auvergne-Rhône-Alpes.
Elle fait l'objet d'une inscription au titre des monuments historiques depuis le 28 janvier 1927. 

## Présentation
L'église fait l’objet d’une inscription au titre des monuments historiques depuis le 28 janvier 1927.